# Yasmine Etemad-Amini
Yasmine Etemad-Amini (Teherán, 26 de julio de 1968) es la princesa heredera de Irán, por su matrimonio con Reza Pahlavi, el último príncipe heredero del antiguo Estado imperial de Irán. Es abogada.

## Biografía
Nació en el Hospital Pars en Teherán (Irán), el 26 de julio de 1968. Asistió a la Tehran Community School hasta que las crecientes tensiones a fines de la década de 1970 obligaron a su familia a abandonar Irán permanentemente. Se establecieron en el área de San Francisco en California, donde ella asistió a Notre Dame High School. 
Se graduó de la Universidad George Washington, obtuvo una licenciatura en Ciencias Políticas y un Doctorado en Jurisprudencia de su Facultad de Derecho. Es miembro de la Asociación de Abogados de Maryland.
Trabajó durante diez años como abogada del personal para Children's Law Center en Washington D. C., representando los derechos de los jóvenes en riesgo y desfavorecidos. También fue cofundadora y directora de la Fundación para los Niños de Irán. Fundada en 1991, el propósito de la Fundación era y sigue siendo brindar servicios de atención médica a niños iraníes o niños de origen iraní, independientemente de su raza, color, credo, afiliación religiosa o política. Ella renunció a su papel de liderazgo y cualquier afiliación a la Fundación el 11 de febrero de 2014. El 27 de noviembre de 2018, anunció que está luchando contra el cáncer de seno.

## Matrimonio y descendencia
Yasmine contrajo nupcias con el príncipe Reza Pahlaví el 12 de junio de 1986. El matrimonio tuvo tres hijas: 
- Princesa Noor Zahra Pahlaví (n. 3 de abril de 1992).
- Princesa Iman Pahlaví (n. 12 de septiembre de 1993). Comprometida oficialmente con Bradley Sherman.
- Princesa Farah Pahlaví (n. 17 de enero de 2004).

La familia vive en el exilio en los Estados Unidos. Las princesas trabajan y estudian en ese país.

## Política
Ha sido una gran defensora del movimiento democrático en Irán, y participó en varias manifestaciones prodemocráticas que ocurrieron después de la agitación electoral de 2009 y el Movimiento Verde iraní en Irán.